# インディアンの郵便で
『インディアンの郵便で』（By Indian Post）は、1919年に公開されたジョン・フォード監督によるアメリカ合衆国の短編・西部劇映画である。
2リールの内1リールが現存している。

## キャスト
- ジョード・マクウィリアムズ：ピート・モリソン
- パ・オーウェンズ：デューク・R・リー
- ペグ・オーウェンズ：マグダ・レーン
- エドワード・バーンズ（エド・バーンズとしてクレジット）
- オランダ人：ジャック・ウッズ
- フリッツ：ハーレーチェンバーズ
- チャブ：フート・ギブソン